# Luci Agripa
Luci Agripa (en llatí Lucius Agripa) era fill de Marc Vipsani Agripa i de Júlia la filla d'August.
Va néixer l'any 17 aC i el mateix any va ser adoptat per August com a fill, junt amb el seu germà Gai Agripa, i va prendre el nom de Luci Cèsar pel qual és conegut. Aviat Gai i Luci van mostrar signes d'arrogància i van importunar al pare adoptiu i avi amb peticions d'honors. Van ser nomenats cònsols designats i prínceps de la joventut.
L'any 2 aC va portar la toga viril. Luci va morir el mateix any 2 a Marsella mentre feia viatge a Hispània. El seu cos va ser dut a Roma. Alguns historiadors sospiten que va ser enverinat per Lívia Drusil·la, la dona d'August, que volia aplanar el camí al tron del seu fill Tiberi.